# Брубах
Брубах (фр. Bruebach) насеље је и општина у источној Француској у региону Алзас, у департману Горња Рајна која припада префектури Милуз.
По подацима из 2011. године у општини је живело 1020 становника, а густина насељености је износила 145,47 становника/km². Општина се простире на површини од 7,01 km². Налази се на средњој надморској висини од 320 метара (максималној 383 m, а минималној 276 m).

## Демографија
| 1962. | 1968. | 1975. | 1982. | 1990. | 1999. | 2011. |
| ----- | ----- | ----- | ----- | ----- | ----- | ----- |
| 359   | 435   | 494   | 687   | 901   | 953   | 1.020 |

График промене броја становника у току последњих година